# Péninsule de Burin
Pour les articles homonymes, voir Burin (homonymie).
La péninsule de Burin (Burin Peninsula) est une péninsule canadienne située sur la côte sud de l'île de Terre-Neuve, dans la province de Terre-Neuve-et-Labrador.

## Géographie
La péninsule s'étend vers le sud-ouest, séparant le golfe du Saint-Laurent (baie Fortune) à l'ouest de l'océan   
Atlantique (baie de Plaisance) à l'est. Elle mesure environ 154 km de long et entre 12 et 30 km de large. Elle est reliée à Terre-Neuve au nord par un large isthme entre Terrenceville et Monkstown.
Le Sud de la péninsule est le point de Terre-Neuve et du Canada le plus proche de l'archipel français de Saint-Pierre-et-Miquelon. Une vedette assure toute l’année une navette passagers entre Fortune, port occidental de la péninsule et le port de Saint-Pierre, ainsi qu’en saison entre Fortune et Miquelon.

## Histoire
Son nom originel était « péninsule de Buria », donné par des pêcheurs basques au XVIe siècle. 

### Séisme de 1929
Le 18 novembre 1929, un séisme majeur eut comme épicentre la partie sud-ouest des Grands Bancs de Terre-Neuve. Il causa un glissement de terrain au fond de la mer qui entraîna un raz-de-marée sur la côte sud de Terre-Neuve et la côte est de Cap-Breton. Vingt-sept personnes perdirent la vie sur la péninsule de Burin.

## Annexe